# Stradunia (rzeka)
Stradunia (czes. Stradúna, Stradúnka, niem. Straduna) – rzeka, lewostronny dopływ Odry o długości 37,83 km.
Płynie przez województwo opolskie. Źródło rzeki mieści się w pobliżu wioski Lwowiany w powiecie głubczyckim w Obszarze Chronionego Krajobrazu Las Głubczycki. Przepływa przez powiaty: głubczycki, prudnicki, kędzierzyńsko-kozielski i krapkowicki. W pobliżu rzeki znajdują się takie miejscowości jak: Kazimierz, Wróblin, Zwiastowice, Twardawa, Walce, Mechnica, Stradunia. W Zwiastowicach przepływa pod drogą krajową nr 40 a w Straduni pod drogą krajową nr 45.